# Sumire Natsu
Natsuki Urabe (en japonés: 卜部夏紀, Urabe Natsuki) (Prefectura de Aichi, 6 de agosto de 1992), más conocida por su nombre de ring Sumire Natsu (en japonés: 夏すみれ, Natsu Sumire), es una luchadora profesional japonesa que ha participado en promociones como World Wonder Ring Stardom.

## Carrera profesional

### Pro Wrestling Wave (2013–2017)
El 13 de febrero de 2013, Urabe superó las audiciones de Pro Wrestling Wave para convertirse en miembro oficial de la promoción. El 30 de octubre, Urabe tuvo su primer combate cuando se enfrentó a Kana en un esfuerzo perdedor.
El 5 de enero de 2014, Urabe cambió su nombre a Sumire Natsu, donde desafió sin éxito a Rina Yamashita. El 31 de agosto de 2017, Natsu dejó la promoción.

### World Wonder Ring Stardom (2017–2021)
El 4 de noviembre de 2017, Natsu fue presentada en World Wonder Ring Stardom como la nueva unidad villana de Oedo Tai. El 12 de noviembre, Natsu hizo su debut en el ring en Stardom, donde hizo equipo con sus compañeras de roaster Hana Kimura, Kagetsu y Kris Wolf, ya que derrotaron a Hiromi Mimura, Konami y el equipo Jungle (Jungle Kyona y Natsuko Tora).
El 21 de enero de 2018, en el evento Stardom's 7th anniversary show celebrado en el Korakuen Hall de Tokio, Natsu compitió en el evento principal en un gauntlet match entre Oedo Tai y Queen's Quest, en el que el último luchador derrotado en el combate tendría que abandonar su facción para siempre. Tam Nakano, miembro de Oedo Tai, fue la última persona en ser derrotada en el combate por Momo Watanabe, por lo que Nakano abandonó Oedo Tai. El 28 de enero, Natsu recibió su primer combate por el título, cuando se unió a Kagetsu y Kimura para desafiar a HZK, Io Shirai y Viper por el Artist of Stardom Championship, pero no tuvo éxito.
El 24 de junio, Natsu se asoció con la reciente adición de Odeo Tai, Hazuki, para desafiar a Mayu Iwatani y Saki Kashima por el Goddess of Stardom Championship, pero no tuvieron éxito. El 25 de noviembre, Natsu desafió a Watanabe por el Wonder of Stardom Championship, nuevamente sin conseguirlo. El 20 de julio de 2019, Natsu, junto con Andras Miyagi y Kagetsu, ganaba el Artist of Stardom Championship tras derrotar a Stars (Iwatani, Kashima y Nakano). El trío mantuvo el título hasta el 23 de noviembre, cuando perdió ante AZM, Utami Hayashishita y Watanabe, terminando su reinado en 126 días con una defensa exitosa del título.
El 4 de octubre, Natsu anunció que entraría en pausa debido a una dislocación del hombro y que se sometería a una cirugía para corregirla. Aunque no hubo una renuncia oficial a Stardom, el perfil de Natsu en el sitio web de la firma fue eliminado en 2021.

### Circuito independiente (2022-presente)
El 25 de febrero de 2022, Natsu anunció su retorno a la lucha libre, regresando al ring con un combate el 20 de mayo de ese año.

## Otras apariciones
El 13 de agosto de 2014, Urabe apareció en un DVD como gravure idol titulado Lust Virgin.

## Campeonatos y logros
- World Wonder Ring Stardom
  - Artist of Stardom Championship (1 vez) – con Andras Miyagi y Kagetsu[18]